# Campeonato Mineiro 1920
In 1920 werd het zesde Campeonato Mineiro gespeeld voor voetbalclubs uit de Braziliaanse stad Belo Horizonte, hoofdstad van de staat Minas Gerais. De competitie werd gespeeld van 25 april tot 1920 tot 20 februari 1921  en werd georganiseerd door de Liga Mineira de Desportos Terrestres, officieel heette het kampioenschap toen nog Campeonato da Cidade de Belo Horizonte. América werd kampioen. 

## Eindstand
| Plaats | Club             | Wed. | W  | G | V | Saldo | Ptn. |
| ------ | ---------------- | ---- | -- | - | - | ----- | ---- |
| 1.     | América          | 11   | 10 | 1 | 0 | 37:10 | 21   |
| 2.     | Sete de Setembro | 11   | 6  | 1 | 4 | 35:28 | 13   |
| 3.     | Yale Athletic    | 11   | 5  | 3 | 3 | 33:17 | 13   |
| 4.     | Atlético Mineiro | 11   | 3  | 4 | 4 | 17:15 | 10   |
| 5.     | Luzitano         | 11   | 4  | 1 | 6 | 15:32 | 9    |
| 6.     | Guarany FBC      | 11   | 2  | 0 | 9 | 5:29  | 4    |
| 7.     | Alves Nogueira   | 6    | 0  | 0 | 6 | 3:13  | 0    |

|  | Kampioen               |
|  | Play-off tweede plaats |
|  | Degradatie             |

### Play-off tweede plaats
|                           |                  |       |      |                               |
| 20 februari 1921 Play-off | Sete de Setembro | 2 – 1 | Yale | Prado Mineiro, Belo Horizonte |
| 20 februari 1921 Play-off |                  |       |      | Prado Mineiro, Belo Horizonte |

## Kampioen
| Campeonato Mineiro de 1920 |
| -------------------------- |
| América 5º Titel           |